# إيفرت ليتل
إيفرت ليتل (بالإنجليزية: Everett Little)‏ هو لاعب كرة قدم أمريكية أمريكي، ولد في 12 يونيو 1954 في لوفكين في الولايات المتحدة.

## وصلات خارجية
- إيفرت ليتل على موقع مرجع كرة القدم المحترفة.كوم (الإنجليزية)